# Élections municipales de 2022 à l'Île-du-Prince-Édouard
 (mai 2025).
Des élections municipales ont eu lieu dans la province canadienne de l’Île-du-Prince-Édouard le 7 novembre 2022.

## Charlottetown

Résultats de l'élection du maire par quartier et par section de vote

### Maire
Les résultats pour le maire de Charlottetown étaient les suivants :
| Candidat à la mairie  | Voter | %     |
| --------------------- | ----- | ----- |
| Philippe Brown (X)    | 5 262 | 46,75 |
| Cecil Francis Villard | 3 637 | 32.31 |
| Daniel Mullen         | 2 356 | 20,93 |

### Conseil municipal
Les résultats du conseil municipal de Charlottetown sont les suivants :
| Candidate              | Vote                   | %                      |
| Ward 1 - Queens Square | Ward 1 - Queens Square | Ward 1 - Queens Square |
| ---------------------- | ---------------------- | ---------------------- |
| Alanna Jankov (X)      | 547                    | 50.41                  |
| Joanna Morrison        | 462                    | 42.58                  |
| Wade Munn              | 76                     | 7.00                   |
| Ward 2 - Belvedere     |                        |                        |
| Justin Muttart         | 476                    | 44.44                  |
| Terry MacLeod (X)      | 318                    | 29.69                  |
| Wendi James Poirier    | 250                    | 23.34                  |
| Eric McMurray          | 27                     | 2.52                   |
| Ward 3 - Brighton      |                        |                        |
| Norman Beck            | 896                    | 62.01                  |
| Barb MacLeod           | 549                    | 37.99                  |
| Ward 4 - Spring Park   |                        |                        |
| Mitchell G. Tweel (X)  | 706                    | 53.44                  |
| Barbara Dylla          | 615                    | 46.56                  |
| Ward 5 - Ellen's Creek |                        |                        |
| Kevin Ramsay (X)       | 317                    | 34.91                  |
| Tony Carroll           | 222                    | 24.45                  |
| Pauline MacIntyre      | 214                    | 23.57                  |
| Daniel Cousins         | 155                    | 17.07                  |
| Ward 6 - Mount Edward  |                        |                        |
| Bob Doiron (X)         | 837                    | 68.89                  |
| Ryan Ramsay            | 378                    | 31.11                  |
| Ward 7 - Beach Grove   |                        |                        |
| John McAleer           | 640                    | 54.70                  |
| Paul Gaudet            | 333                    | 28.46                  |
| Linda Clark            | 197                    | 16.84                  |
| Ward 8 - Highfield     |                        |                        |
| Trevor MacKinnon       | 562                    | 45.36                  |
| Corey Driscoll         | 536                    | 43.26                  |
| Charlene Wight         | 141                    | 11.38                  |
| Ward 9 - Stonepark     |                        |                        |
| Julie McCabe (X)       | 781                    | 78.89                  |
| Gordon Gay             | 209                    | 21.11                  |
| Ward 10 - Falconwood   |                        |                        |
| Terry Bernard (X)      | Acclaimed              | Acclaimed              |

## Cornwall

### Maire
La maire de Cornouailles, Minerva McCourt, a été réélue maire de Cornouailles par acclamation :
| Candidat à la mairie | Voter   | %       |
| -------------------- | ------- | ------- |
| Minerva McCourt (X)  | Acclamé | Acclamé |

## Stratford
Les résultats pour le maire de Stratford sont les suivants :

### Maire
| Candidat à la mairie | Voter | %     |
| -------------------- | ----- | ----- |
| Steve Ogden (X)      | 2 290 | 73,40 |
| Gail MacDonald       | 830   | 26,60 |

## Summerside
Les résultats pour le maire de Summerside sont les suivants :

### Maire
| Candidat à la mairie | Voter | %     |
| -------------------- | ----- | ----- |
| Dan Kutcher          | 3 390 | 61,55 |
| Basil Stewart (X)    | 1 999 | 36,29 |
| James Ford           | 119   | 2.16  |

## Three Rivers
Les résultats pour le maire de Trois-Rivières sont les suivants :

### Maire
| Candidat à la mairie | Voter | %     |
| -------------------- | ----- | ----- |
| Debbie Johnston      | 1 099 | 56.30 |
| Ray Brow             | 853   | 43,70 |